# Enodia
Enodia (tot juni 2014 Tecteo, van 2014 tot 2018 Publifin) is een Belgische intercommunale die in de eerste helft van de 20e eeuw van start ging als een samenwerking van gemeenten om in de elektriciteitsdistributie te voorzien, maar door fusies en overnames gaandeweg is uitgegroeid tot een van de grootste intercommunales van het land die onder andere actief is in de energie-, media- en telecommunicatiesector. De intercommunale is anno 2016 in handen van een aantal Waalse gemeenten, de provincie Luik en het Waals Gewest. Eind 2016 barstte het Publifinschandaal los waarbij aan het licht kwam dat een aantal Waalse lokale mandatarissen riante vergoedingen kregen om in adviesraden te zetelen die als "nutteloos" werden bestempeld, en dat zonder dat ze ook effectief aanwezig hoefden te zijn op de vergaderingen.

## Geschiedenis
Enodia begon oorspronkelijk in 1923 als samenwerking van de stad Luik en acht omliggende gemeenten onder de naam 'Association Liégeoise d'électricité' (ALE) om te voorzien in de elektriciteitsdistributie op hun grondgebied. In 1970 kwamen daar activiteiten op het gebied van kabeldistributie bij onder de naam 'Télédis'. In 2006 richtte de intercommunale (en haar dochter Télédis) in samenwerking met Brutélé het Waalse telecombedrijf VOO op, dat ook wel "de Waalse tegenhanger van Telenet" wordt genoemd. Ook werd in 2006 de Société Coopérative Liégeoise d'Electricité (SOCOLIE) geïntegreerd in de intercommunale en ondergebracht in de nieuw opgerichte dochter Tecteo Energy, met als doel te investeren in duurzame energie. In 2007 kocht de intercommunale de televisie- en kabelactiviteiten van acht andere intercommunales over, en breidde zo het aantal inwoners uit dat door VOO bediend werd. In juni 2007 werd de naam van de intercommunale veranderd in Tecteo Group, en werden de activiteiten rond elektriciteitsdistributie ondergebracht in dochter Resa. Tecteo Group had op dat moment vier dochtermaatschappijen: Resa, VOO, Tecteo Energy en Tecteo Invest.
In 2009 kocht de intercommunale het Waalse telecombedrijf WIN over van Belgacom, om een business-to-business -)kabelaanbod te ontwikkelen voor overheden, bedrijven ... In 2010 kocht Tecteo een belang in de televisiegroep BeTV (vroeger Canal+ Belgique). In 2010 vond ook een fusie plaats tussen de intercommunale en de Association Liégeoise du Gaz (ALG), waarbij de activiteiten rond gasdistributie in dochtermaatschappij Resa werden geïntegreerd. In 2013 kocht Tecteo Group het datacenter Wallonie Data Center (WDC) dat werd toegevoegd aan de activiteiten van WIN en nam het een deel van het elektriciteitsnetwerk van de intercommunale en Intermosane (thans ORES) over.
In 2014 kocht Tecteo Group de meeste activiteiten rond de bouw en exploitatie van windmolenparken (zowel on-shore als off-shore en zowel in België als in het buitenland) van Electrawinds over en bracht ze onder in een nieuwe dochtermaatschappij genaamd 'Elicio'. Daarnaast kocht het ook de mediabedrijven Éditions de l'Avenir, die de krant L'Avenir uitgeeft, L'Avenir Advertising en de activiteiten rond het gratis regioblad Proximag over van de Vlaamse mediagroep Corelio. Tevens werd de structuur van de intercommunale en zijn dochtermaatschappijen veranderd; Tecteo Group veranderde naar Publifin en er werden twee nieuwe maatschappijen (Finanpart en Nethys) opgericht waaronder alle economische activiteiten gebundeld werden in drie sectoren: energie (zowel productie als distributie), media & telecommunicatie en financiële participaties. In 2015 kocht de groep de titels Moustique en Télé Pocket over, die ondergebracht werden in de sector 'media & telecommunicatie'.

## Publifinschandaal
Eind 2016 brak het Publifinschandaal los, waarbij bleek dat 24 lokale Waalse mandatarissen hoge vergoedingen opstreken door te zetelen in "nutteloze" sectorcomités, zonder dat ze ook aanwezig dienden te zijn om de zitpenning op te strijken. Het ging om het sectorcomité Energie (9 leden), het ondersectorcomité voor de stad Luik (7 leden) en het sectorcomité Telecom (8 leden). Deze sectorcomités hadden geen beslissingsbevoegdheid; ze konden enkel advies uitbrengen. Bij het schandaal waren mandatarissen van zowel de PS, de MR, het cdH als Ecolo betrokken, maar vooral de PS liep in de kijker omdat 13 van de 24 mandatarissen PS-leden waren en het bestuur van Publifin voornamelijk uit PS-leden bestond. Ook was Claude Parmentier, toen adjunct-kabinetschef van Waals minister van Lokale Besturen Paul Furlan, betrokken. Hierdoor kwam ook laatstgenoemde in opspraak, omdat hij als minister politiek verantwoordelijk was voor het toezicht op de Waalse intercommunales. Hij trad uiteindelijk af als minister onder druk van het schandaal.

## Activiteiten

Schematische voorstelling van aandeelhouders en dochtermaatschappijen van Publifin (anno begin 2017)

Anno begin 2017 telt Publifin 80 aandeelhouders: 76 gemeenten, de provincie Luik, het Waals Gewest, de Association Intercommunale d'études et d'exploitation d'Électricité et de Gaz (AIEG; een Waalse distributienetbeheerder) en Brutélé. De provincie Luik heeft meer dan de helft van de aandelen in handen en de 76 gemeenten wat minder dan de helft. Het Waals Gewest, AIEG en Brutélé hebben elk een minimale participatie in Publifin. De intercommunale Publifin beheert de maatschappij Finanpart, die op zijn beurt de maatschappij Nethys beheert waaronder alle activiteiten gegroepeerd zijn. Finanpart staat naast Publifin ook open voor privéaandeelhouders. De economische activiteiten van Nethys zijn verdeeld over drie sectoren: energie (zowel energieproductie als energiedistributie), media & telecommunicatie en financiële participaties & investeringen in andere maatschappijen.
- Energie:
  - Resa: distributienetbeheerder voor elektriciteit en gas
  - Nethys Energy: investeringsmaatschappij voor duurzame energie
  - Elicio: windenergiebedrijf
- Media & telecommunicatie:
  - VOO: telecomaanbieder
  - BeTV: groep van betalende televisiekanalen
  - WIN: ICT-dienstenaanbieder
  - L'Avenir: krantengroep
  - Moustique: tijdschrift
  - Proximag: regiotijdschrift
  - Télé Pocket: tijdschrift
- Participaties & investeringen:
  - Nethys Invest: investeringsmaatschappij